# Germigny (Yonne)
Germigny település Franciaországban, Yonne megyében. Lakosainak száma 531 fő (2022. január 1.). Germigny Beugnon, Jaulges, Chéu, Butteaux, Saint-Florentin és Soumaintrain községekkel határos.

## Népesség
A település népességének változása:
| Lakosok száma | 550  | 550  | 568  | 547  | 538  | 530  | 521  | 521  | 531  |
|               | 2013 | 2015 | 2016 | 2017 | 2018 | 2019 | 2020 | 2021 | 2022 |